# Benjamín Alvarado Biester
Benjamín Alvarado Biester (Bogotá, 1908 - 1993) fue un ingeniero, geólogo, científico y consultor colombiano Fundador y primer director del Servicio Geológico Colombiano, impulsor de la industrialización en Colombia como geólogo jefe del Instituto de Fomento Industrial, geólogo jefe y primer subgerente técnico de Acerías Paz del Río, asesor del gobierno colombiano en la reversión de la Concesión de Mares que dio nacimiento a Ecopetrol.

## Biografía
Uno de los más importantes geólogos de Colombia en el siglo XX; autor de más de 300 trabajos académicos: 140 sobre geología económica, 64 sobre ingeniería geológica y los demás sobre geología general y geología del petróleo. Público el libro La industria del petróleo en Colombia, como estudiante de la Universidad de Minnesota en 1939 y Survey of World Iron Ore Resources publicado en 1970 por la ONU.
Terminó sus estudios en 1928, graduándose de Ingeniero Industrial y Civil del Instituto Técnico Central La Salle E.T. -hoy Universidad Nacional de Colombia-, ingresó al Ministerio de Industrias como ingeniero topógrafo y ayudante de geología, trabajo que adelantó hasta 1935. Este año viajó a Estados Unidos a especializarse en geología en la Universidad de Minnesota, donde obtuvo un magíster y el doctorado en 1937 y 1938, respectivamente siendo uno de los primeros colombianos en tener este grado académico.
Desde 1943 a 1957 fue docente de geología y mineralogía en la Universidad Nacional de Colombia, donde ayudó a la creación del primer pregrado de geología de país.

## Servicio Geológico Colombiano
Al regresar a Colombia en 1938, fue nombrado primer director del recién fundado Servicio Geológico Colombiano hasta 1944, cuando pasó a ser geólogo jefe del Instituto de Fomento Industrial donde se iniciaron los estudios fundamentales para el desarrollo del país.

## La Concesión de Mares
Benjamin fue miembro de la Junta Directiva de Ecopetrol desde su fundación en 1954 hasta 1958, participó en la transferencia al Estado Colombiano de la Concesión de Mares que dio surgimiento a Ecopetrol.

## Naciones Unidas
Entre 1958 a 1960 fue miembro de la Junta de Asistencia Técnica de las Naciones Unidas, cargo que ejerció como experto en geología y minería ante el gobierno de Uruguay y otros países de Latinoamérica. Regreso en 1966 a la organización como Consejero técnico en geología y minería de la División de Recursos Naturales y Transporte en Nueva York, encargado de la preparación y desarrollo de proyectos de investigación de yacimientos en África y Asia, hasta 1973.
Con su trabajo ayudó al desarrollo de la mayoría de países de América Latina; trabajó en Argentina, Venezuela, Bolivia, Uruguay, Brasil, Chile, Paraguay y Perú como asesor técnico del PNUD. También trabajó en y visitó múltiples veces el Congo, Somalia, Sierra Leona, Libia, Guinea Ecuatorial, Nigeria, República Centroafricana, Etiopía, Guinea, Liberia, Níger, Sudán, Costa de Marfil, Ghana, Gabón, Jordania y Marruecos.

## Publicaciones
- La industria del petróleo en Colombia (1939). Ministerio de Hacienda. p. 217.[7]
- Los yacimientos de Hierro en Colombia (1944).
- Yacimiento de Carbón en Colombia (1939).
- La Siderúrgica Nacional Paz de Río (1950).
- Los yacimientos de Hierro y Manganeso en Uruguay (1959).
- Survey of World Iron Ore Resources publicado (1970), Naciones Unidas.
- Zonas carboníferas de Colombia (1979).
- Recursos de Carbón en Sudamérica (1980).
- Evaluación de reservas de Carbón en Siete Zonas Carboníferas (1981).